# Sarajevska vrata
Sarajevska vrata su planinski prijevoj u Bosni i Hercegovini.
Nalaze se na planini Vranici, u središnjoj Bosni. Smještena su na 1955 metara nadmorske visine. Preko Sarajevskih vrata vodi makadamska cesta iz Uskoplja u dolini Vrbasa ka Fojnici i dalje prema Sarajevu. 
Na sjeverozapadu je Nadkrstac (2112 m), najviši vrh Vranice, a na jugu Ločika (2107 m). Nedaleko Sarajevskih vrata nalazi se Prokoško jezero. 